# 恋鞋
恋鞋是一種性偏好，有恋鞋情結的人常常會被對方的鞋子所吸引。據調查，在對与人體相关的物体有性偏好的人群中有64%的人喜歡鞋子、靴子和其他鞋类。